# Hispaniola
Ne doit pas être confondu avec Île Española.
Pour le bateau de L'Île au trésor, voir Hispaniola (bateau).
Hispaniola (en espagnol : La Española ; en latin : Hispaniola) ou l'île d'Haïti est une île de la mer des Caraïbes dans l'archipel de même nom et l'ancien nom employé pour la désigner. L'île est aujourd'hui divisée en une partie occidentale, Haïti (en taïno : Ahatti), et une partie orientale, la République dominicaine. Hispaniola est rebaptisée au XVIIIe siècle Saint-Domingue par les Français qui occupent sa partie occidentale, après l'abandon de la souveraineté espagnole sur cette partie du territoire. Cette île est la plus peuplée, parmi les îles des Antilles, avec 21 millions d'habitants en 2015 et sa superficie de 76 000 km2 est la deuxième plus importante après l'île de Cuba (avec une superficie de 105 000 km2, soit 37 % de plus). Elle est en outre la 22e plus grande île du monde. Le partage d'Hispaniola entre les deux pays qui l'occupent est presque identique en population, mais inégal en superficie : Haïti abrite 11 millions d'habitants sur 36 % de la superficie de l'île et la République dominicaine, 10 millions d'habitants sur 64 % de la superficie totale de l'île (soit une proportion territoriale d'environ un tiers/deux-tiers).
Saint-Domingue, la capitale de l'actuelle République dominicaine, est la plus grande ville d'Hispaniola avec 2,5 millions d'habitants en 2010.
D'abord peuplée par des populations amérindiennes de la famille des Arawaks (les Lucayens, les Ciguayos, les Taïnos et les Caraïbes), elle est colonisée par les Espagnols avant de passer sous contrôle français. L'île fut aussi nommée « Santo Domingo » ou « Saint-Domingue », par extension du nom de la ville fondée en 1502 au sud de l'île, devenue capitale lors de la fondation de la République dominicaine.

## Toponymie
Lorsque Christophe Colomb se renseigne sur le nom de l'île, trois noms lui auraient été donnés par les indigènes. Retranscrits en français cela donne : Bohio, Quisqueya (ou Kiskeya, d'où l'hymne officiel de la République dominicaine : Quisqueyanos valientes) et Ahatti (« pays montagneux » en taïno, qui a donné Haïti, nom du pays qui occupe le tiers ouest de l'île).
À son arrivée sur le sol de l'île, en 1492, Christophe Colomb fut étonné par la ressemblance de certains paysages avec l'Espagne. Il lui donna comme nom La Española (« L’Espagnole »), qu'il indiqua sur la première carte qu'il dessina. Ce nom fut ensuite latinisé en Hispaniola, et passa ainsi dans la langue française.
Alternativement sous contrôle espagnol et français, l'île fut aussi nommée « Santo Domingo » ou « Saint-Domingue », par extension du nom de la capitale fondée en 1502 au sud de l'île.

## Géographie

### Situation géographique de l'île d'Hispaniola
L'île d'Hispaniola est située au centre des Grandes Antilles, à 87 km à l'est-sud-est de Cuba, à 114 km à l'ouest-nord-ouest de l'île de Porto Rico, et à 174 km au sud de South Caicos, aux Îles Turks-et-Caïcos. L'île est comprise entre les parallèles 17° et 20° de latitude nord et les méridiens 68° et 75° de longitude ouest du méridien de Greenwich. Dans certains cas incluse dans l'Amérique du Nord, elle n'en fait pourtant pas partie du point de vue géologique. En effet, l'île appartient à la plaque caraïbe, qui comprend entre autres ses voisines la Jamaïque et Porto Rico. Les mouvements tectoniques entre cette plaque et celle d'Amérique du Nord ont été la cause directe du séisme de 2010 en Haïti.
L'île entière a une superficie de 76 480 km2, et mesure environ 650 km d'est en ouest, et sa plus grande largeur du nord au sud est de 255 km.
Elle a une population de près de 21 000 000 d'habitants, ce qui fait une densité de population d'environ 270 hab./km2. Deux pays souverains se partagent l'île d'Hispaniola : la république d'Haïti à l'ouest et la République dominicaine à l'est.

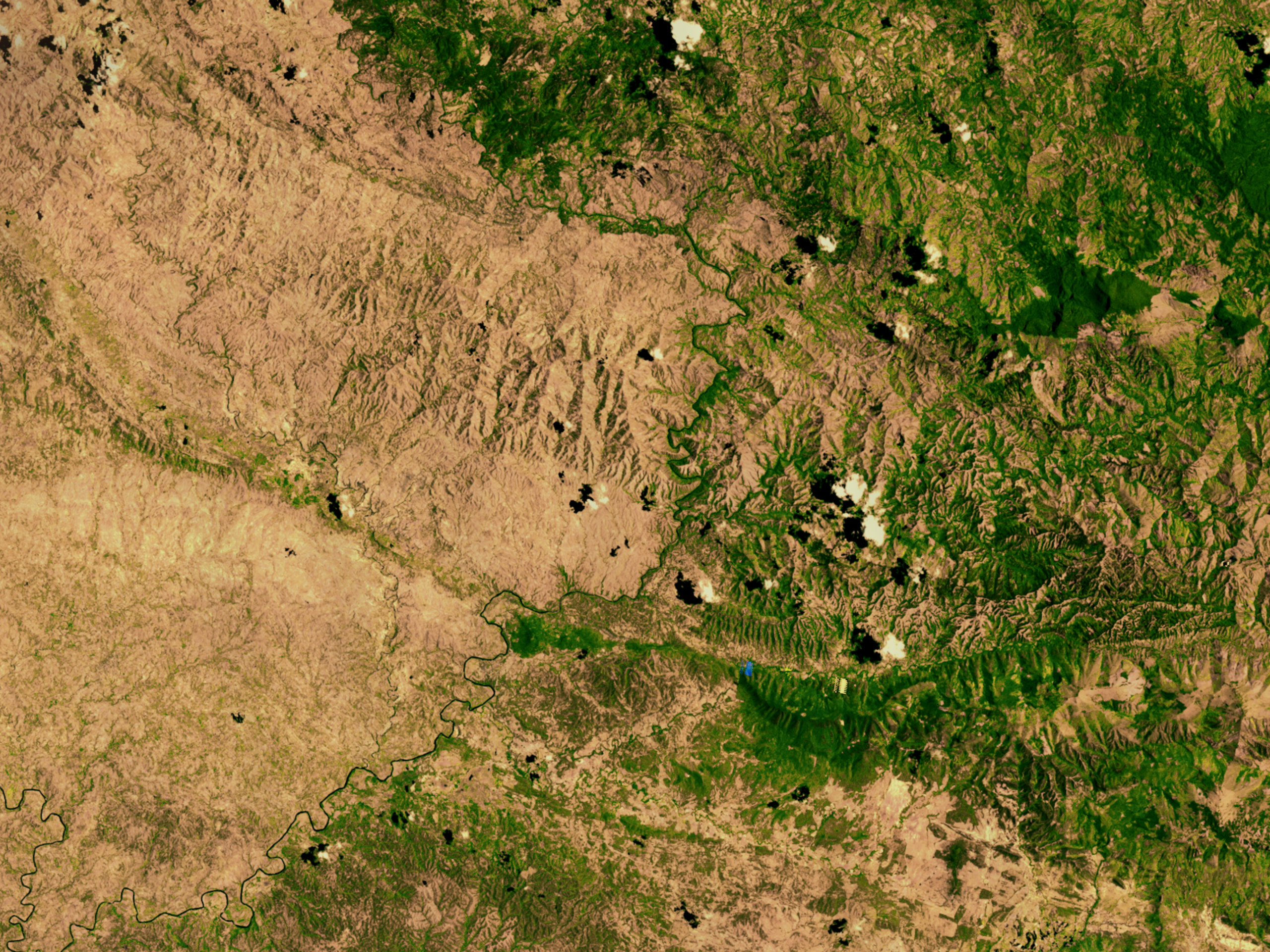
La limite de déforestation entre Haïti (à gauche) et la République dominicaine (à droite).

Le géographe américain Jared Diamond a fait le constat dans son célèbre essai Effondrement que les évolutions politiques complètement divergentes des deux pays se partageant l'île se sont traduites aujourd'hui par un degré de conservation de la forêt originelle fort dissemblable selon le pays. Une différence si nette qu'elle est visible depuis l'espace ; la République dominicaine ayant su conserver sa forêt, tandis que dans l'État failli d'Haïti, la déforestation a été quasi totale, aggravant ainsi les catastrophes naturelles sévissant dans ce pays.

### Les côtes
Les côtes de l'île d'Haïti, très découpées, sont baignées au nord et à l'est par l'océan Atlantique ; au sud et à l'ouest par la mer des Antilles. Elles sont très poissonneuses. Des abîmes marins bordent principalement le nord-est de l'île : la sonde descend à 8 000 m au large de la péninsule de Samaná.

### Les reliefs
Si les indigènes Taïnos appelaient cette île Ayiti, c'est-à-dire « terre de montagnes » en langue taïno, c'est parce qu'elle est dominée par un ensemble compliqué de plissements montagneux.
Les montagnes du nord s'étendent depuis la presqu'île dominicaine et l'Engano jusqu'à la presqu'île haïtienne du sud. Les plus hauts sommets dépassent 3 000 mètres, culminant au Pico Duarte (3 098 mètres), altitude qui n'est atteinte dans aucune autre des Antilles. Entre les grandes chaînes de montagnes de l'île et en bordure de la mer s'étendent de riches plaines abondamment arrosées.
Le sud-ouest de l'île se présente sous la forme de deux bandes montagneuses principales, l'une au nord, l'autre au sud, séparées par la plaine du Cul-de-Sac et l'étang Saumâtre en Haïti, par le lac Enriquillo, la plaine de Neiba et la lagune del Rincon en République dominicaine. Cette plaine correspond à un ancien bras de mer qui découpait Hispaniola en deux îles distinctes. Les diverses étendues d'eau en sont des reliques, elles sont salées, se trouvent à un niveau inférieur à celui de la mer et n'ont pour seul exutoire que l'évaporation.

### Le climat
Le climat de l'île d'Hispaniola est tropical. Cependant, grâce à son relief, elle ne manque pas de régions où la fraîcheur favorise l'activité humaine. En République dominicaine, la vallée de Constanza est renommée pour son heureux climat. En la République d'Haïti, on vante l'agréable fraîcheur de Pétionville (400 mètres d'altitude), de Kenscoff, de Furcy (1 400 mètres) ou de La Vallée-de-Jacmel (800 mètres).
Sur les villes côtières, souffle régulièrement une brise fraîche qui tempère un climat sans cela assez torride ; la brise de mer souffle durant le jour, et celle de terre durant la nuit.
La température, à l'ombre, varie aux environs de 30 °C en été, de 20 à 26 °C en hiver. Entre mai et novembre, les pluies d'orage sont fréquentes dans l'île. Les vents y sont plus ou moins secs et plus ou moins violents. Dans certaines régions, le vent d'Est provoque la sécheresse.

## Histoire

### Occupation précolombienne et découverte par Christophe Colomb

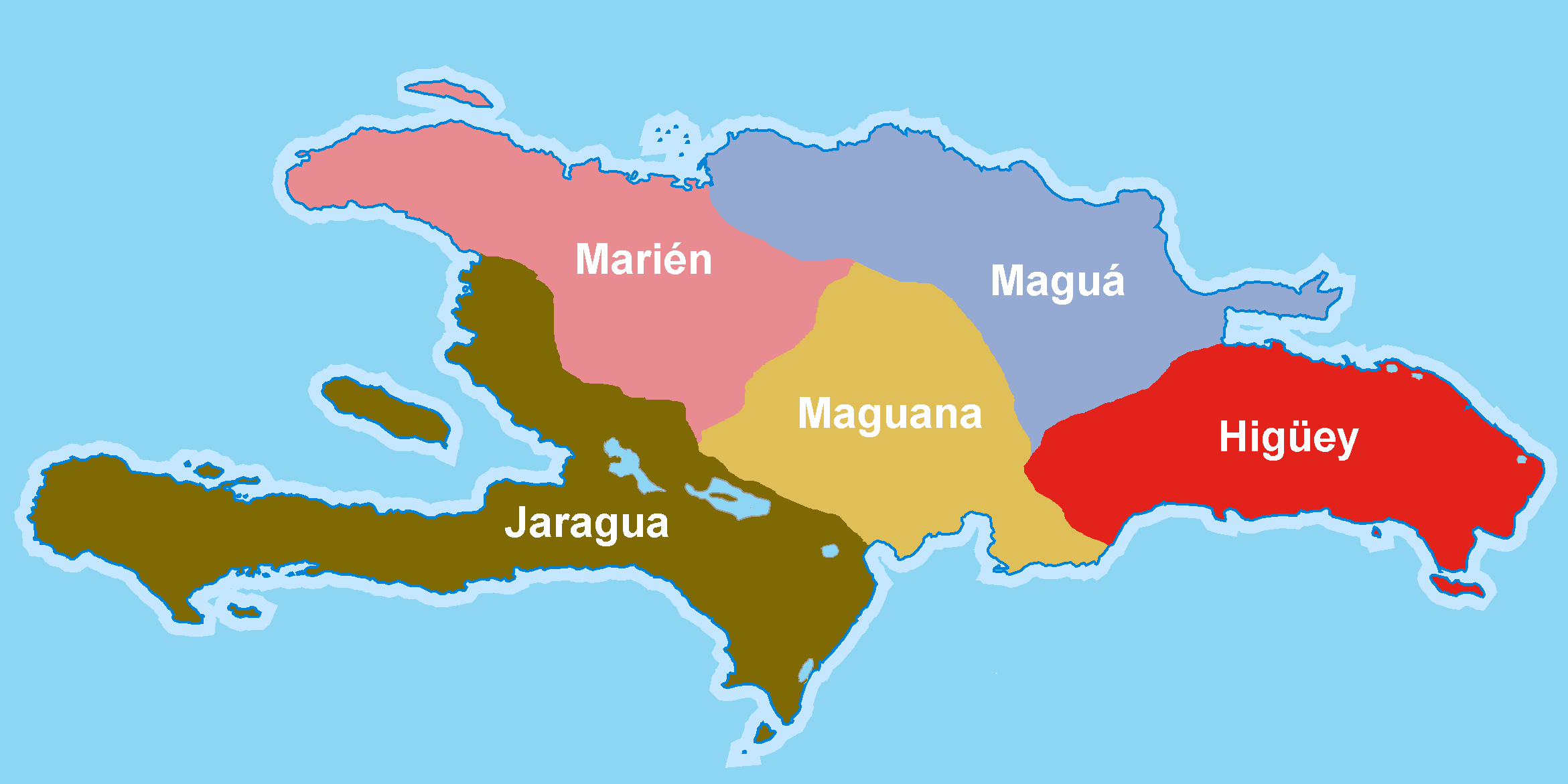
Carte des caciquats d'Hispaniola.

La Grotte Marie-Jeanne (commune de Port-à-Piment) révélerait « des traces archéologiques et des signes gravés sur les parois de calcaire et de silice, de même que des symboles et des hiéroglyphes, qui dateraient de la période précolombienne ».
L'île était peuplée par quatre ethnies différentes de la famille des Arawaks (les Lucayens, les Ciguayos (en), les Taïnos et les Caraïbes), qui nommaient l'île « Bohio » ou « Ayiti » (c'est-à-dire « la Terre des hautes montagnes »). Ces populations amérindiennes se livraient à l'agriculture et à la pêche. Ils connaissaient également la poterie. Leur répartition géographique est aujourd'hui pratiquement impossible à déterminer du fait que ces tribus étaient très mobiles, qu'elles furent décimées très rapidement après l'arrivée des Européens et qu'il existe très peu de preuves attestant de leur existence[Quoi ?], mais on peut considérer que Hispaniola était divisée en cinq domaines indigènes (« Cacicazgo »), à la tête des desquels se trouvait un cacique.
Les indigènes accueillirent Christophe Colomb et ses hommes qui, arrivant de Cuba, venaient d'accoster le 6 décembre 1492 au « Môle Saint-Nicolas » au nord-ouest de l'île. Le navigateur continua son parcours et longea alors la côte nord. Les indiens les aidèrent même à construire le fort de La Navidad (située non loin de l'actuelle ville de Cap-Haïtien), avec les débris de la Santa Maria, naufragée dans la nuit de Noël de l'année 1492. Colomb repart en janvier 1493, laissant sur place 39 hommes qui, avant son retour, seront tous tués par les indigènes excédés par les exactions des colons européens.

### Début de colonisation espagnole

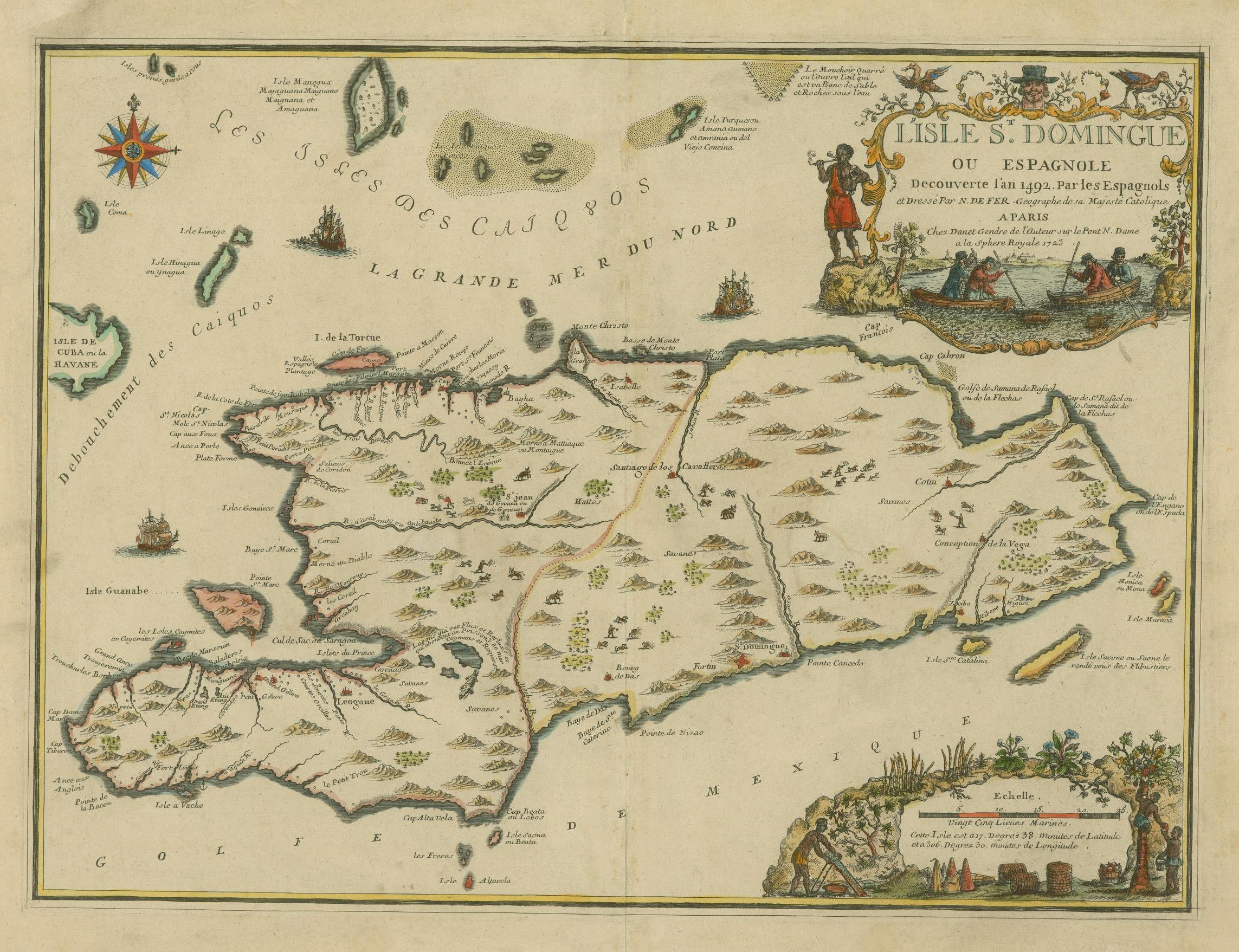
Carte d'Hispaniola de 1723.

La colonisation planifiée de l'île ne commença que plusieurs mois après le 6 décembre 1492, lors du deuxième voyage de Colomb financé par la couronne espagnole. Cette fois-ci, l'« Amiral de la Mer Océane » est à la tête d'une expédition de dix-sept navires, transportant 1 500 hommes (dont 700 colons et douze missionnaires), ainsi que des chevaux (les premiers importés sur le continent américain), des bêtes de somme et du bétail. La nomination au poste de gouverneur de Bartolomeo Colomb, frère de Christophe, aura un impact important sur la colonisation de l'île, il sera un temps secondé par son frère ainé Giacomo. Hispaniola va alors devenir pour un temps, le point d'appui pour les expéditions exploratrices et colonisatrices espagnoles aux Amériques.
Le 2 janvier 1494, les Espagnols fondent au nord de l'île, la ville de La Isabela, en l'honneur de la reine Isabelle la Catholique (actuellement localisée près de la ville Dominicaine de Puerto Plata). Mais l'emplacement n'est pas adapté : si les carrières de pierre sont proches et les terres fertiles, la région manque d'eau potable et le mouillage pour les vaisseaux n'y est pas favorable. De plus, les forts vents venant du nord laissèrent croire aux colons qu'ils étaient la cause des nombreuses épidémies dont les Européens étaient atteints, la colonie fut alors abandonnée.
Une deuxième colonie fut aussi construite la même année, dans la vallée du Cibao (particulièrement riche en gisements d'or) et fut baptisée « Concepción de La Vega ».
Puis, l'année suivante, fut érigée une troisième colonie, toujours située dans la vallée du Cibao : « Santiago de los Treinta Caballeros » (Saint-Jacques des Trente Gentilshommes) parce que les premiers fondateurs de la ville (aujourd'hui appelée simplement « Santiago de los Caballeros ») étaient au nombre de trente.
Le 4 août 1496, fut édifiée sur la rive orientale du fleuve Ozama sur la côte sud, une quatrième colonie en remplacement de « La Isabela » et prit le nom de « Nueva Isabela ».
Mais en 1500, Francisco de Bobadilla est nommé nouveau gouverneur de l'île. Aussitôt arrivé d'Espagne, il accuse les frères Colomb de mauvaise gestion dans la colonie, et les fait jeter tous les trois en prison.

### Développement colonial

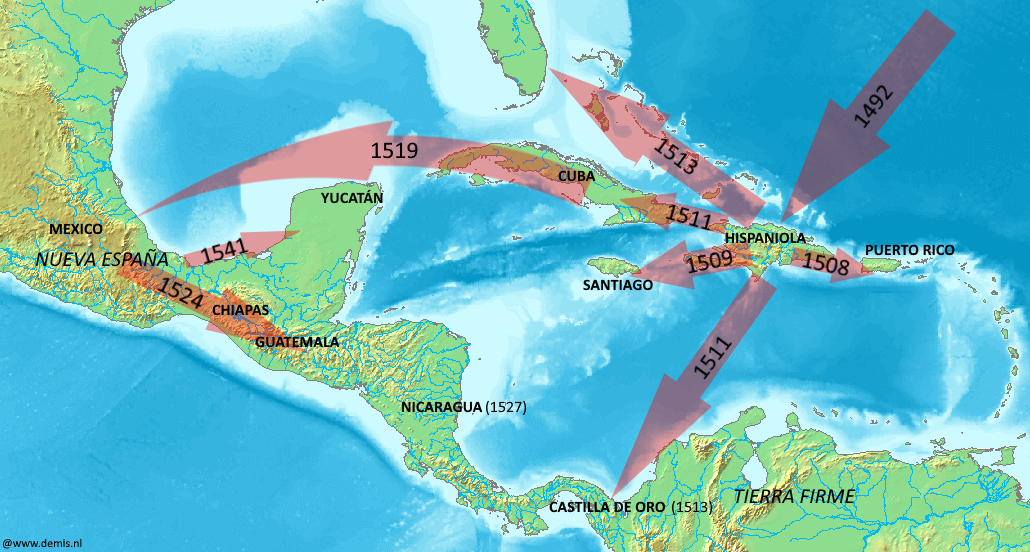
Expansion coloniale espagnole depuis Hispaniola

En 1502, un cyclone tropical ravagea la ville « Nueva Isabela », principalement constituée de maisons en bois. Elle fut alors remplacée par une nouvelle cité construite sur l'autre rive du fleuve par le successeur fraichement nommé de Bobadilla, Nicolás de Ovando, et fut baptisée Santo Domingo de Guzmán (aujourd'hui la « Zone coloniale » de la ville de « Saint-Domingue »). Des bâtiments « précurseurs » aux Amériques y furent érigés tel : la première cathédrale, le premier hôpital et la première université.
Cependant dès son arrivée, Ovando doit aussi faire face à une révolte des Indiens, qu'il réprime durement par une série de campagnes sanglantes, au point que la population indigène dénombrée selon un recensement effectué en 1507 n'était que de 60 000 individus, alors qu'ils étaient estimés à 1 300 000 à l'arrivée des Européens. Comme la main-d'œuvre locale ne suffisait donc plus pour l'extraction minière et le travail dans les plantations, Ovando décida dès 1502, de faire venir les premiers esclaves noirs, moins difficiles et rebelles que la population indigène. Cette arrivée massive d'Africains aura une influence considérable sur la culture, la politique et la composition ethnique de l'île. Les esclaves de la même ethnie seront séparés entre eux, ce qui va permettre de leur imposer la langue espagnole, comme langue véhiculaire. De même, ils seront baptisés et recevront des prénoms espagnols.
Ovando fonde également plusieurs autres villes sur Hispaniola dont : Puerto Plata dans le nord (près de l'ancienne La Isabela), Higüey dans l'est ou Salvatierra de la Zabana (aujourd'hui Les Cayes) à l'ouest (toutes ces villes ayant été fondées en 1502 ou 1503). Il développe l'industrie minière, introduit la culture de la canne à sucre grâce à des plants importés des îles Canaries et envoie des expéditions d'exploration, notamment vers la Tierra Firme, la « terre ferme » du continent américain. Mais d'une manière générale, les Espagnols se consacrèrent plus à l'exploitation de la partie orientale de l'île qu'à sa partie occidentale.
Le 20 décembre 1503, la reine Isabelle signe un décret légalisant la répartition des Indiens entre les colons espagnols. Il s'agit là de l'origine de l’Encomienda.
Mais la situation économique de l'île inquiète la couronne et Ovando est alors rappelé en Espagne. L'amiral Don Diego Colon, le fils de Christophe Colomb, le remplace comme gouverneur en 1508.
En 1511, la première Real Audiencia espagnole constituée en outre-mer est instituée pour l'île de Saint-Domingue, mais cet organe de justice ne s'installera pas sur l'île avant 1526.
En 1522, L'île connaît sa première révolte d'esclaves, lorsque ces derniers travaillant dans une plantation de canne à sucre se soulevèrent contre le gouverneur don Diego Colon. De nombreux insurgés parvinrent à s'échapper et ils trouvèrent refuge dans les montagnes où ils formèrent des communautés marrons indépendantes. Celles-ci feront souche avec les Indiens et donneront naissance à une population métissée, les Zambos dont on retrouve encore des traces dans la population dominicaine actuelle.
Dès 1530, Hispaniola commença à ne plus envoyer d'or en Espagne. Les colons concentrèrent donc leurs efforts sur la partie orientale de l'île qui recelait encore un peu du métal précieux et abandonnèrent l’ouest à son sort. La production sucrière devint alors la première richesse de l'île, elle connaîtra son apogée au milieu du XVIe siècle.
En 1535, la Capitainerie générale de Saint-Domingue est créée, elle est dépendante de la Vice-royauté de Nouvelle-Espagne, et couvre tant Hispaniola que Cuba et Porto Rico.

### Déclin de la colonie espagnole
La fièvre sucrière commença à tomber, de nombreux colons prirent alors le parti de quitter l'île pour d'autres colonies espagnoles alors en pleine expansion : Cuba, Pérou ou Mexique. Le bétail amené par Colomb fut laissé à l'abandon (commençant un processus de marronnage), se multiplia sans contrôle et dévasta les cultures. Même les chiens dressés pour la chasse à l'Indien constituèrent des meutes aussi redoutables que celle des loups d'Europe.
Hispaniola, notamment sa partie occidentale délaissée par les Espagnols, fut très vite convoitée par les flibustiers français, anglais ou néerlandais, établis à partir du début du XVIIe siècle, dans l'île de la Tortue d'où ils pillaient les galions espagnols qui faisaient route vers l'Espagne.
C’est à cette période que débute le règne des pirates, corsaires et autres flibustiers, autour de l’île de la Tortue dont ils font rapidement leur base. Ceci est conté, vécu de l’intérieur, par A.O. Exmelin dans son ouvrage “Histoire des Frères de la côte”. Le livre a contribué à créer le mythe de la piraterie et servi de référence aux récits ou films contant cette histoire,.
En 1606, afin de contrer les pillages des pirates, le roi Philippe III décida alors de mener une politique de la terre brûlée, sur les 3/5 de la partie occidentale de l'île. Il fit regrouper les populations à l'est de la ligne « Santiago de los Caballeros - Azua », notamment autour de la ville de Saint-Domingue. Ceux qui tentèrent de résister furent déportés de force.
Mais cette politique eut l'effet inverse au résultat escompté : la moitié occidentale de l'île allait peu à peu revenir aux boucaniers qui ravitaillaient en viande les flibustiers. Ceux-ci commencèrent, à partir de 1630, une « colonisation sauvage » durant laquelle, petit à petit les Français allaient s'imposer face aux Anglais.
En 1640 le commandeur de Poincy, gouverneur des Îles de l'Amérique, envoie François Levasseur prendre le commandement des Flibustiers français et chasse les Anglais de l'île de la Tortue

### Période coloniale française
En 1665, la colonisation française sur Hispaniola fut officiellement reconnue par Louis XIV. Bertrand d'Ogeron fut nommé gouverneur « de l'isle de la Tortue et Coste Saint Domingue ». Il contribua au peuplement de cette partie de l'île qui prendra bientôt le nom de Saint-Domingue, en assurant le transport de centaines d’engagés, qui en échange du voyage devaient travailler trois ans (on les appelait les « 36 mois »), depuis La Rochelle, sur Léogâne d'abord et la Tortue ensuite. C'est la période faste de la piraterie dans les Caraïbes et des corsaires.
Le cuir, le tabac sont alors les principales richesses de la future colonie française. Puis, à partir des années 1700, le sucre prend son essor avec l'aide d'une main-d'œuvre d'esclaves rapportée d'Afrique, par biais de la Compagnie du Sénégal, dirigée par l'amiral Jean-Baptiste Du Casse, puis de la compagnie de Guinée dirigée par Antoine Crozat. À partir de 1720, la partie française de l'île est le premier producteur mondial de sucre.

### Partition et indépendances

Carte des deux entités de l'île depuis 1697 :
La partie française devenue la république d'Haïti (en rose) et la partie espagnole devenue la République dominicaine (en mauve).

En octobre 1697, le traité de Ryswick mit fin à la guerre de la Ligue d'Augsbourg, mais aussi aux tentatives de reconquête de la partie occidentale de l'île par l'Espagne, dont elle reconnut à la France la possession du territoire. C'est en juin 1777 que le traité d'Aranjuez règle définitivement entre la France et l'Espagne les limites des possessions des deux nations (voir l'article : Histoire de Saint-Domingue), les Espagnols ne conservant que la partie orientale.
Cependant, la période révolutionnaire donna l'occasion à la France de mettre aussi la main sur la partie espagnole par le traité de Bâle signé en 1795. Cette réunification fut de courte durée, puisque l'ouest de l'île fut très vite secoué par la Révolution haïtienne, que l'expédition de Saint-Domingue envoyée par Bonaparte ne put mater, et qui aboutit à l'indépendance de la république d'Haïti, première république noire du monde, proclamée en 1804 par Jean-Jacques Dessalines.
Une révolte des habitants hispanico-créoles délogea ensuite les Français de la partie orientale en 1809. L'Espagne récupéra sa colonie et put s'y maintenir jusqu'à la première proclamation de l'indépendance de celle-ci, en 1821. Profitant de la situation, les troupes du président haïtien Jean Pierre Boyer envahirent le territoire du nouvel État neuf mois plus tard. L'occupation par Haïti de la partie espagnole de l'ile (coté Est) dura 22 ans, jusqu'à la proclamation d'indépendance de cette partie de l'ile qui donna naissance à la République dominicaine en 1844.

## Économie
Introduite par Christophe Colomb qui espérait la faire cultiver par les Indiens, la canne à sucre a longtemps assuré la richesse des colons d'Hispaniola.
L'ambre fossilifère est une ressource minière de l'île, en particulier l'ambre bleu des mines situées au Nord de Santiago de los Caballeros (Mine de Los Cacaos) et au sud de Puerto Plata, et qu'on ne trouve qu'à Saint-Domingue.
Pour anecdote, l'ambre contenant le moustique fossilisé, révélé au début du film Jurassic Park, est retrouvé sur l'île d'Hispaniola.
La République dominicaine est en 2014 sept fois plus riche par habitant que Haïti, qui reste le pays le plus pauvre du continent américain et l’un des plus déshérités du monde.

## Religions
Bien que le catholicisme soit la religion officielle, le vaudou africain, transplanté par la traite des Noirs, n'a jamais perdu son emprise à Haïti et garde encore des adeptes en République dominicaine. Aujourd'hui le protestantisme est aussi pratiqué dans l'île, surtout à Haïti.

## Population
Avec un total de 21 millions d'habitants en 2015, c'est la plus peuplée des îles des Antilles.
| Pays                   | Population (hab.) | Superficie (km2) | densité (hab./km2) |
| ---------------------- | ----------------- | ---------------- | ------------------ |
| Haïti                  | 10 911 819        | 27 750           | 393                |
| République dominicaine | 9 980 243         | 48 730           | 205                |
| Total                  | 20 892 062        | 76 480           | 273                |

### Composition ethnique
La population dominicaine est composée à 72 % de mulâtres et de métis, à 15 % de Blancs et à 13 % de Noirs. La catégorie des mulata est composée d'un nombre important de personnes triraciales (Européennes, Afro-Amérindiennes) présentant divers degrés de métissage.
Récemment, des chercheurs dominicains et portoricains ont identifié dans la population dominicaine actuelle la présence de gènes appartenant aux aborigènes des îles Canaries (communément appelées guanches). Ces types de gènes ont également été détectés à Porto Rico.
Dans la population haïtienne, on suppose que les lignées africaines sont prédominantes, par voie maternelle (ADN mitochondrial) et/ou par voie paternelle (chromosome Y), sachant que 95 % de la population est noire et que 5 % seulement est composée par des mulâtres.

## Internet
- Si vous ne connaissez pas le sujet, laissez ce bandeau (vous pouvez alors contacter les auteurs).
- Si vous supprimez le contenu mis en cause (vous pouvez préalablement contacter les auteurs),

argumentez précisément cette suppression dans la page de discussion
(un manque de référence n'est pas un argument ; une recherche réelle de référence doit avoir été effectuée, être formellement documentée).
Le trafic de consultation de l'encyclopédie en ligne Wikipédia fournit un bon exemple du contraste de développement économique entre les deux pays, dont celui de l'Internet (les deux pays ayant le même nombre d'habitants) :
| Rang  | Pays                   | Pages vues  | %   |
| ----- | ---------------------- | ----------- | --- |
| 1     | République dominicaine | 277 484 000 | 95  |
| 2     | Haïti                  | 13 888 000  | 5   |
| Total | Total                  | 291 372 000 | 100 |

| Rang  | Pays     | Pages vues  | %   |
| ----- | -------- | ----------- | --- |
| 1     | Espagnol | 228 968 000 | 79  |
| 2     | Anglais  | 44 959 000  | 16  |
| 3     | Français | 11 088 000  | 4   |
| 4     | Autres   | 3 156 000   | 1   |
| Total | Total    | 288 171 000 | 100 |

## Galerie

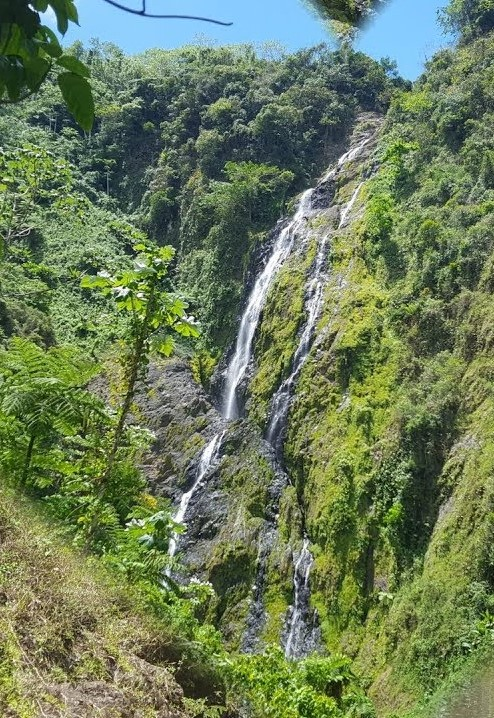
Salto de Jalda dans la Province de Hato Mayor, République dominicaine, la plus haute cascade des Caraïbes.
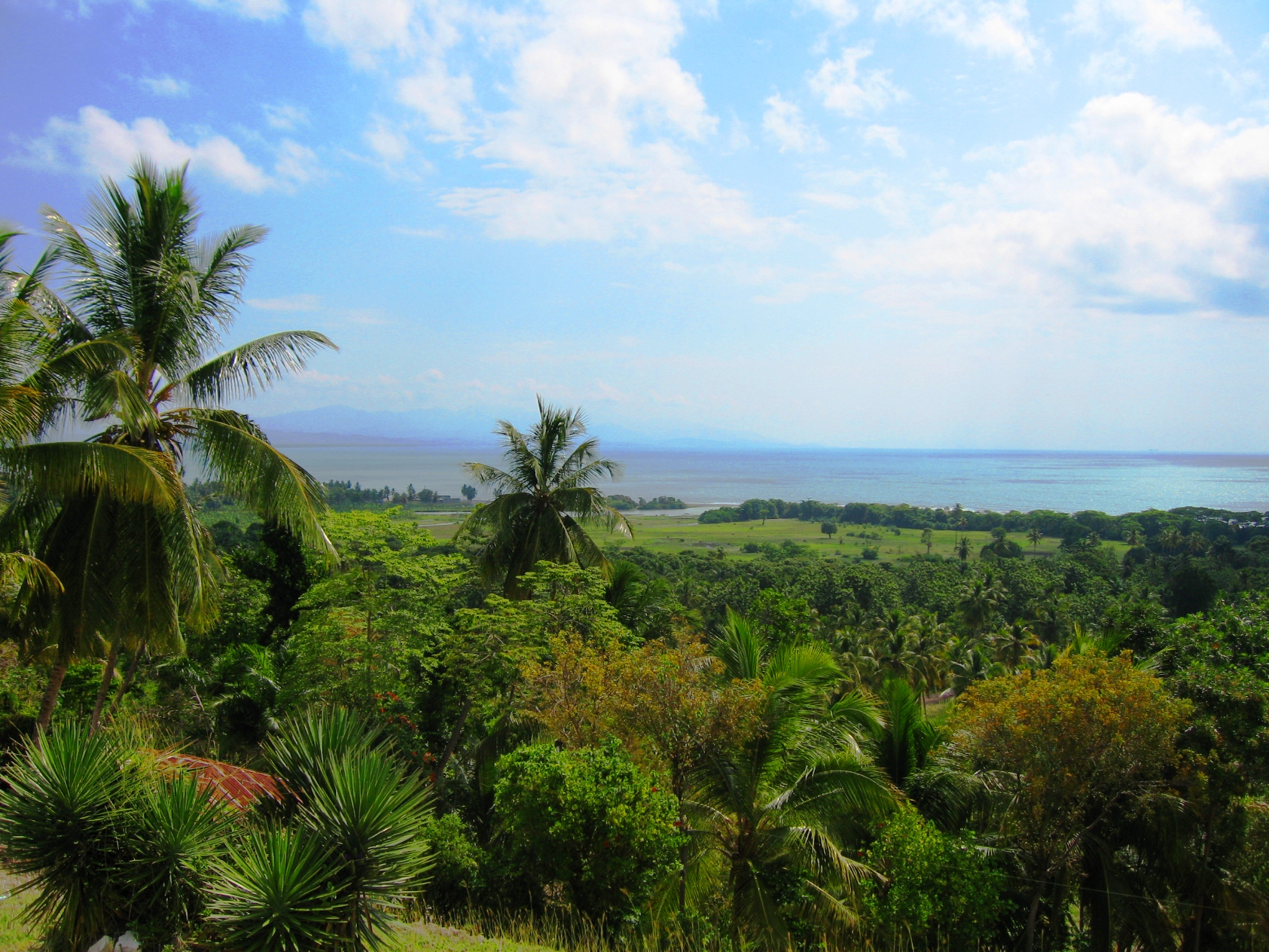
Les Cayes, Haïti.
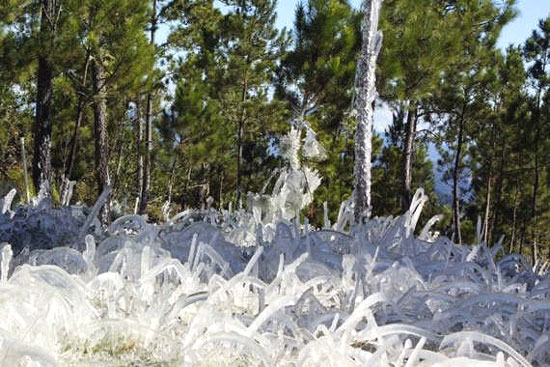
Forêt alpine givrée à Constanza, République dominicaine.
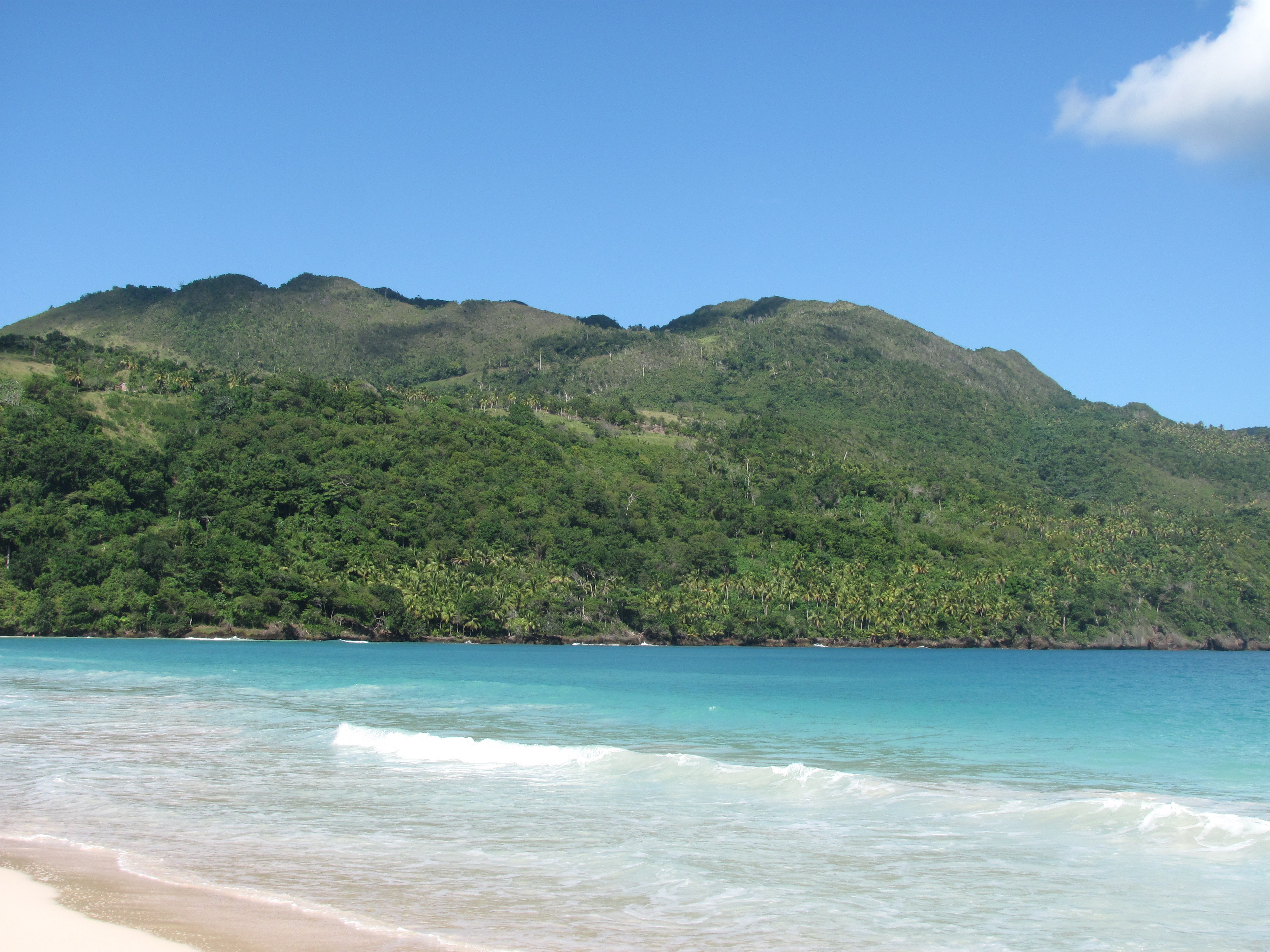
Climat de forêt tropicale humide dans la province de Samana, République dominicaine.
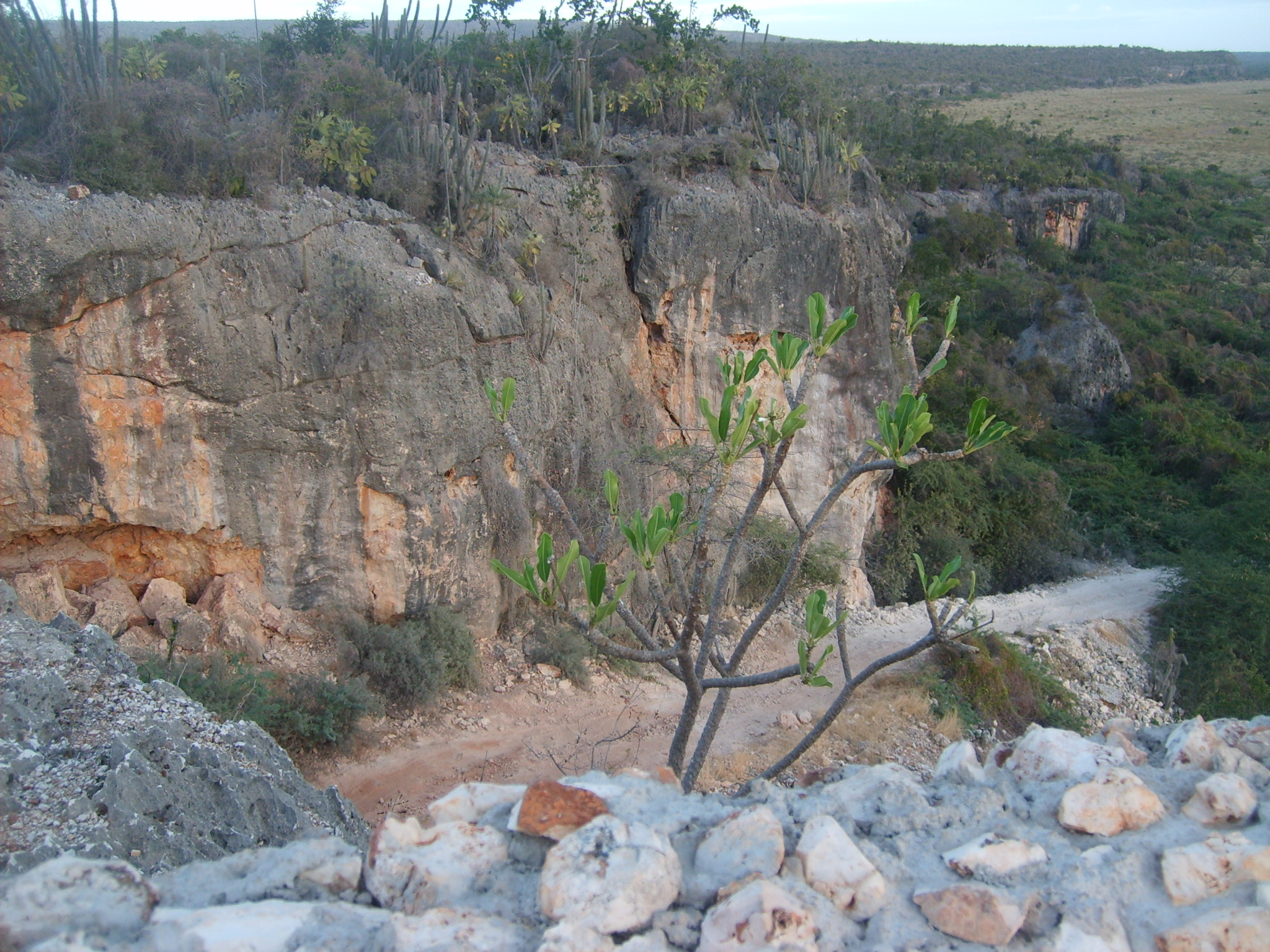
Climat semi-aride dans la province de Pedernales, les forêts sèches d'Hispaniola, la République dominicaine et Haïti.
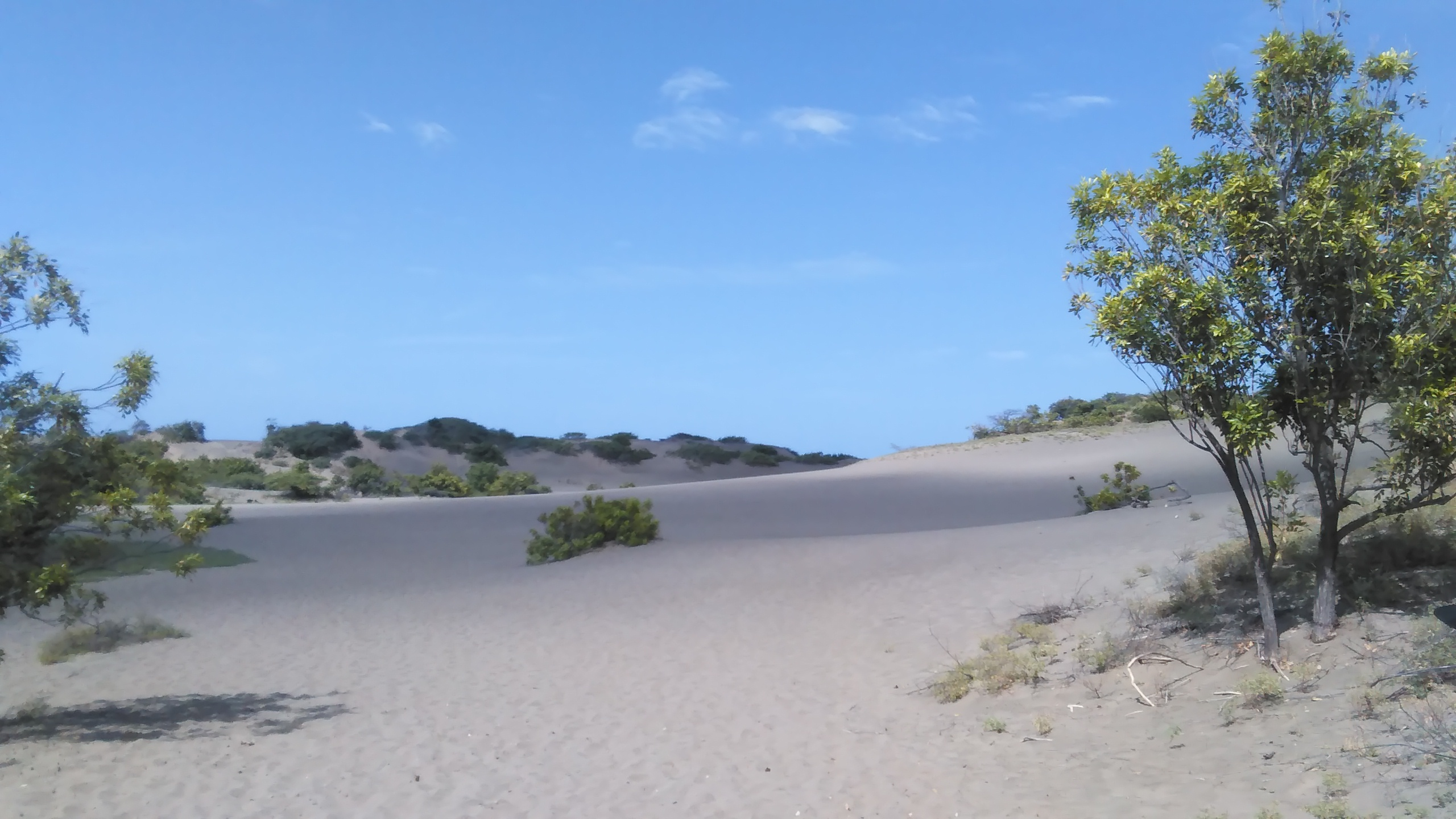
Dunes de sable du désert de Baní, République dominicaine.
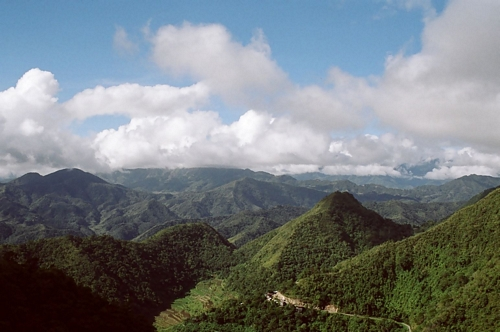
Cordillera Central, en République dominicaine : l'altitude la plus élevée des Caraïbes.
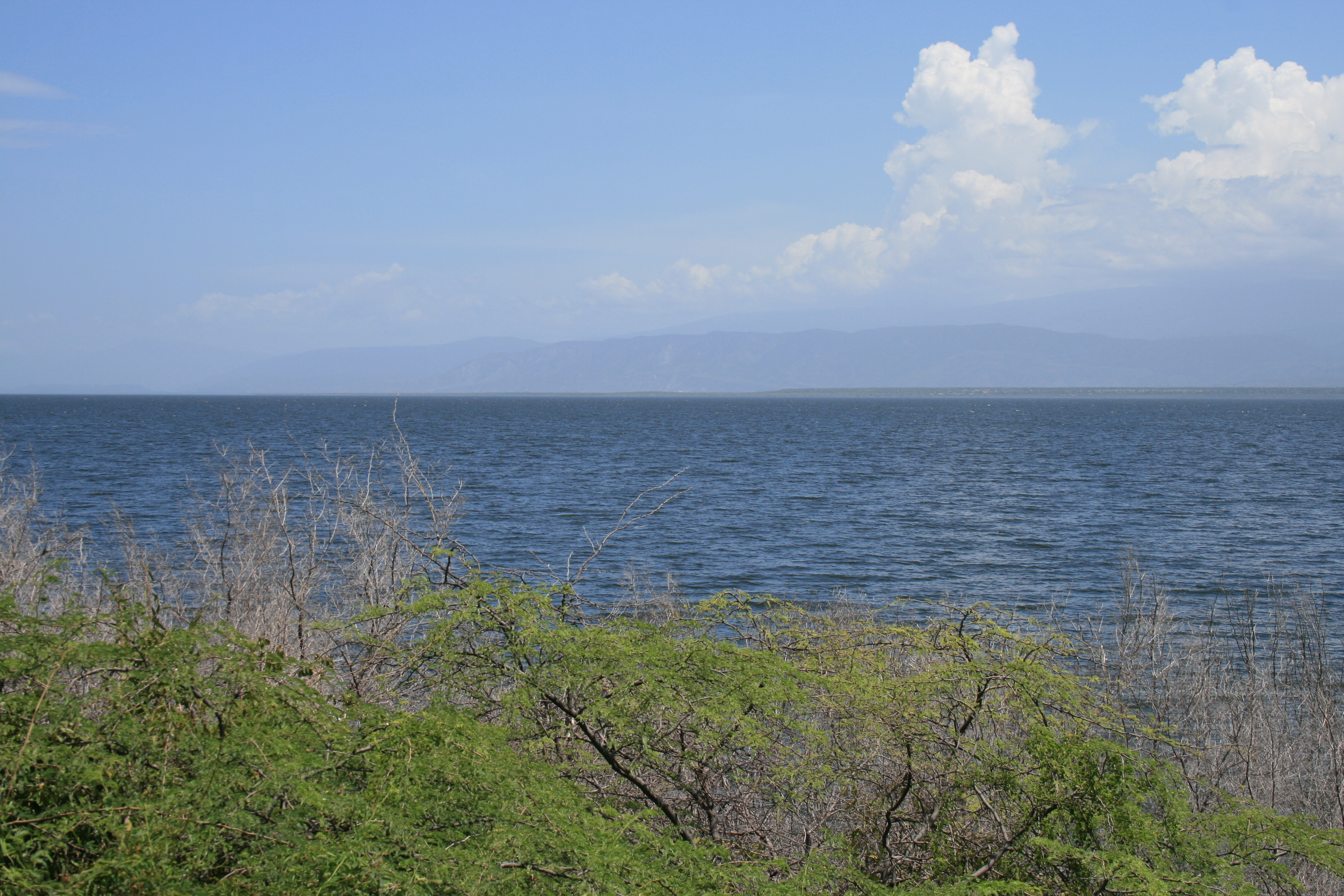
Lac Enriquillo, République Dominicaine
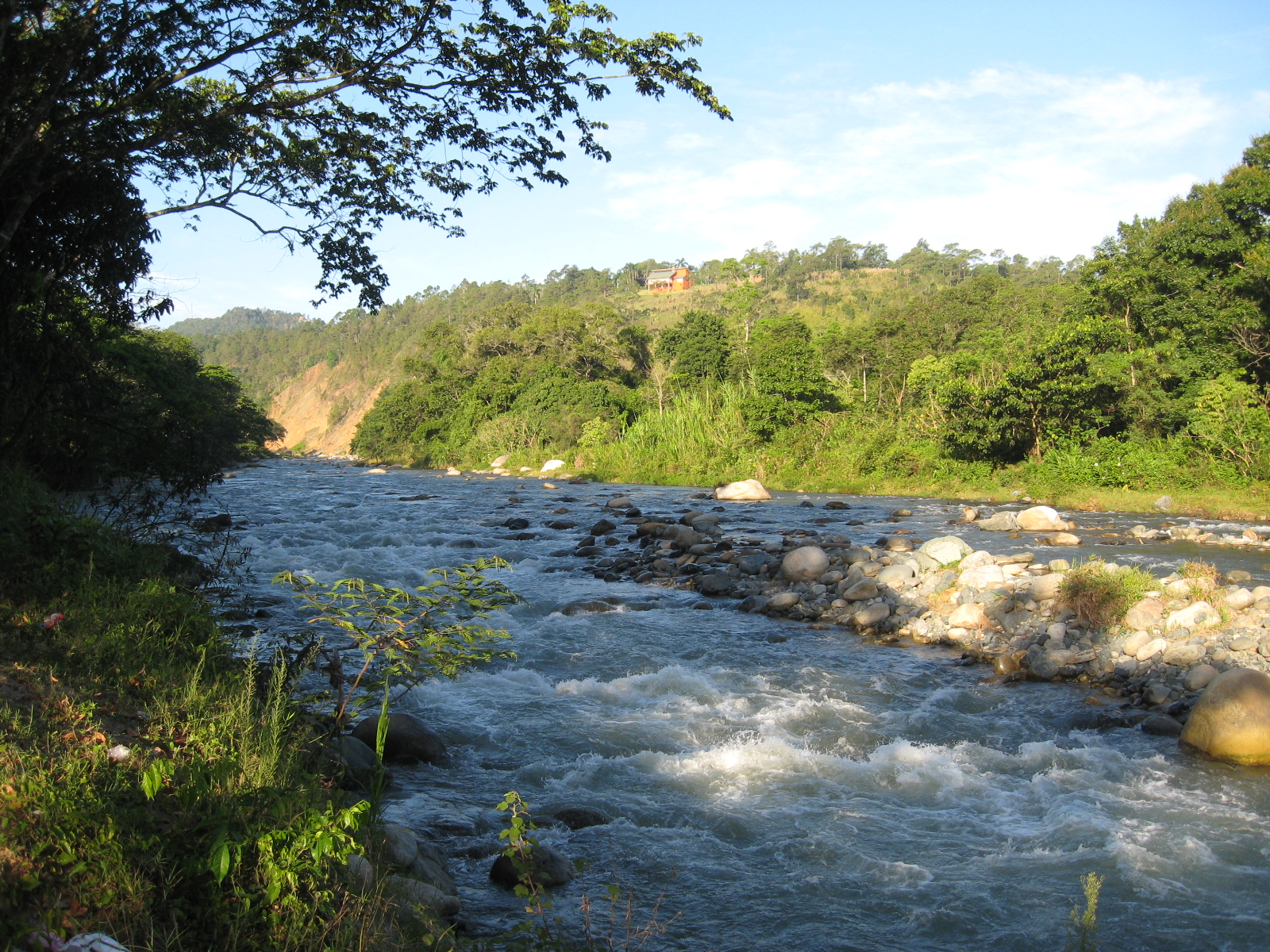
Rivière Yaque del Norte, République Dominicaine.
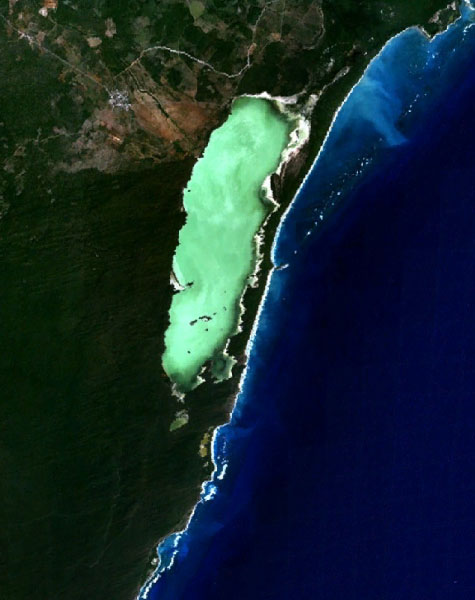
Lac Oviedo à Pedernales, République Dominicaine.
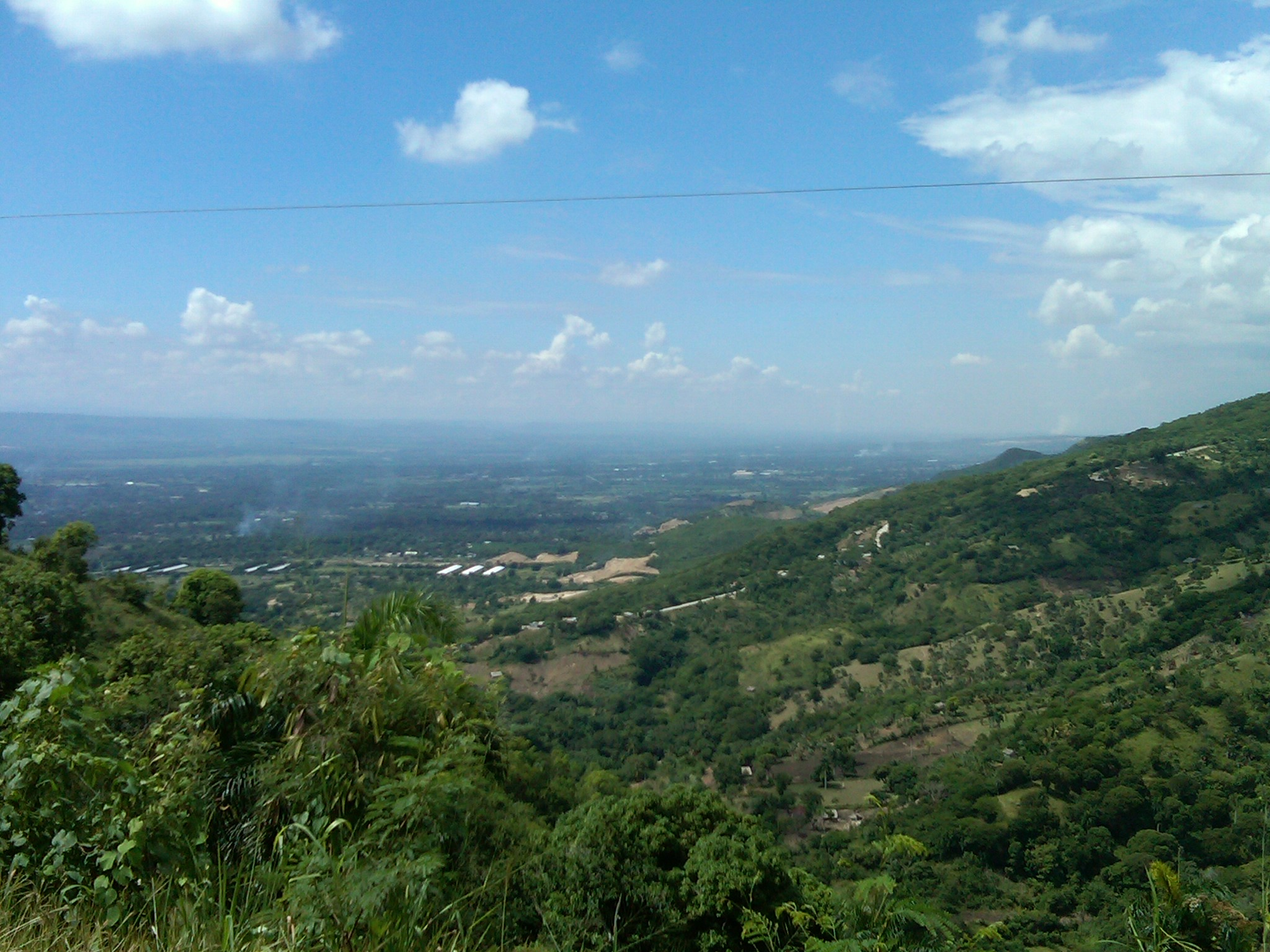
Forêts humides d'Hispaniola.
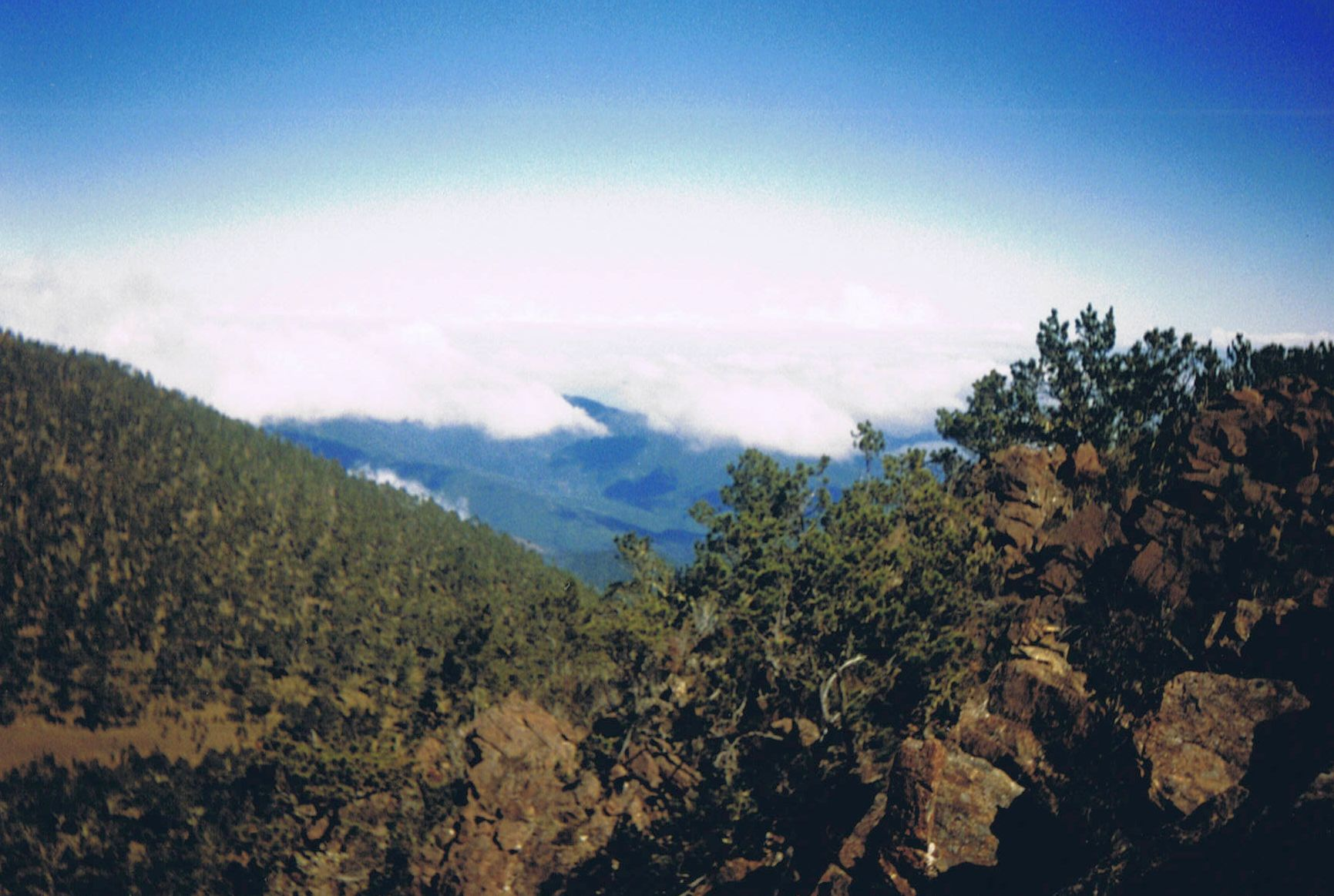
Forêts de pins d'Hispaniola vues depuis le Pico Duarte, en République dominicaine et en Haïti.
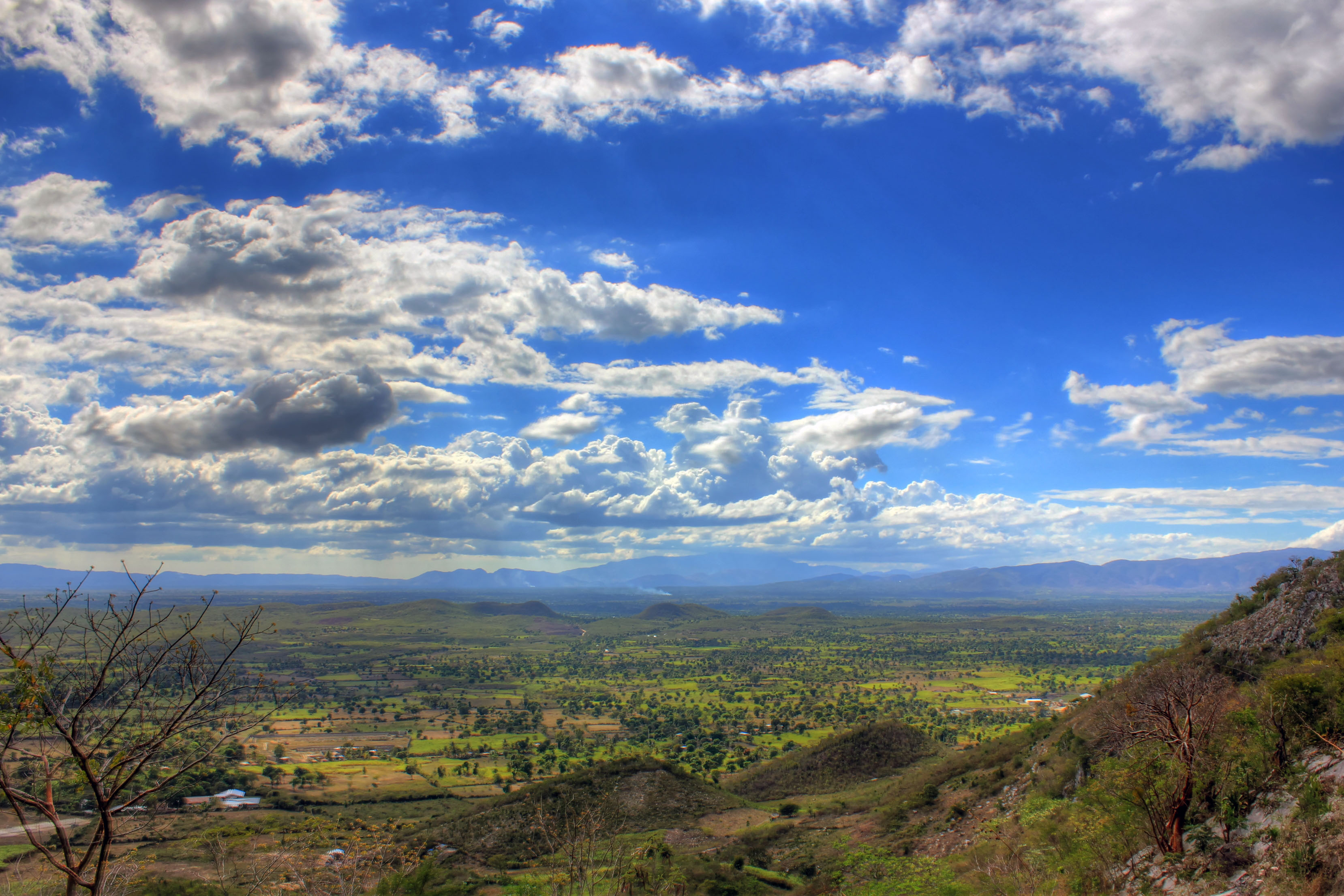
La Belle Mère, Haïti.
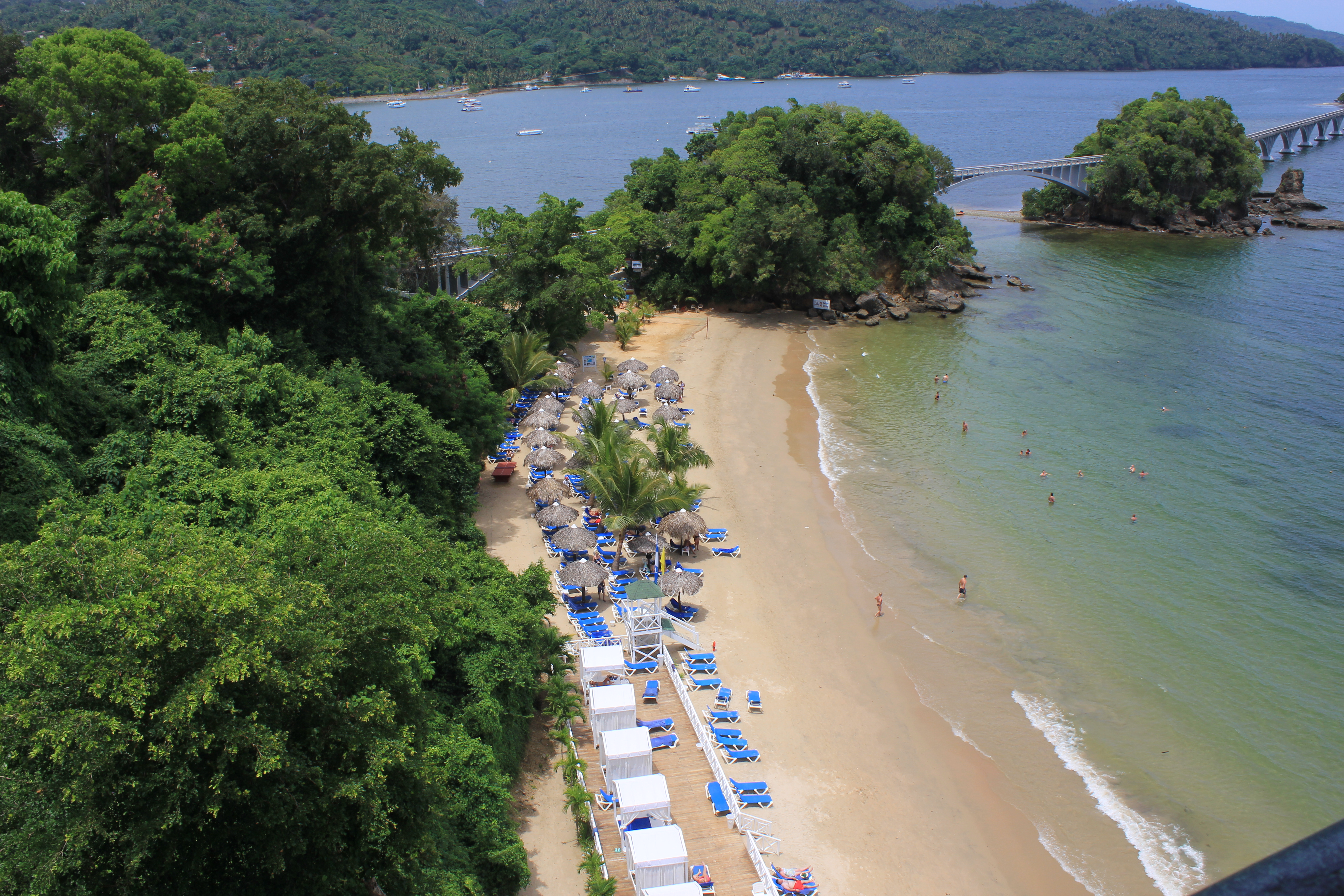
Santa Bárbara de Samaná, République Dominicaine. Baie, Hôtel et environs.
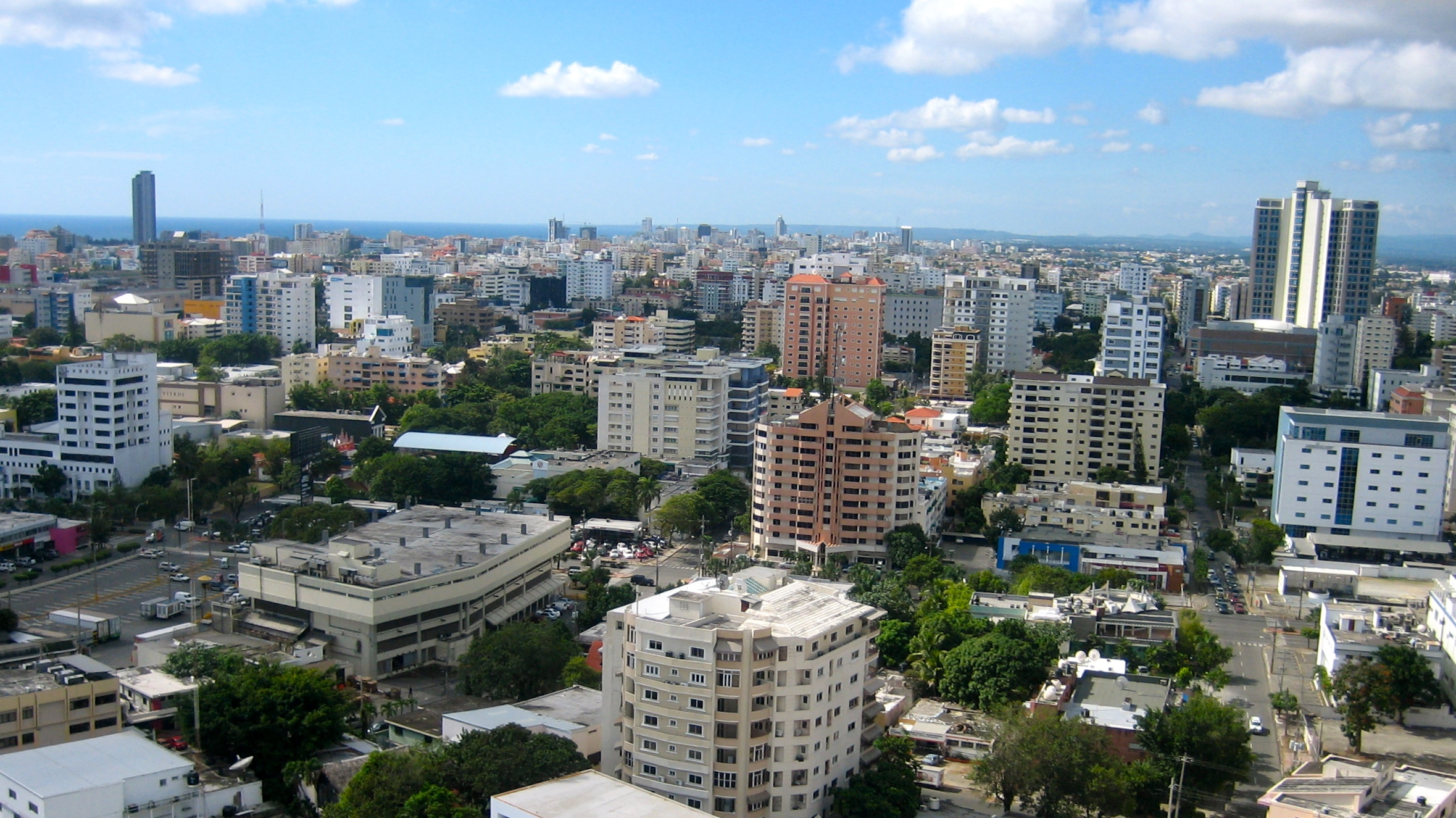
Sud de Saint-Domingue.
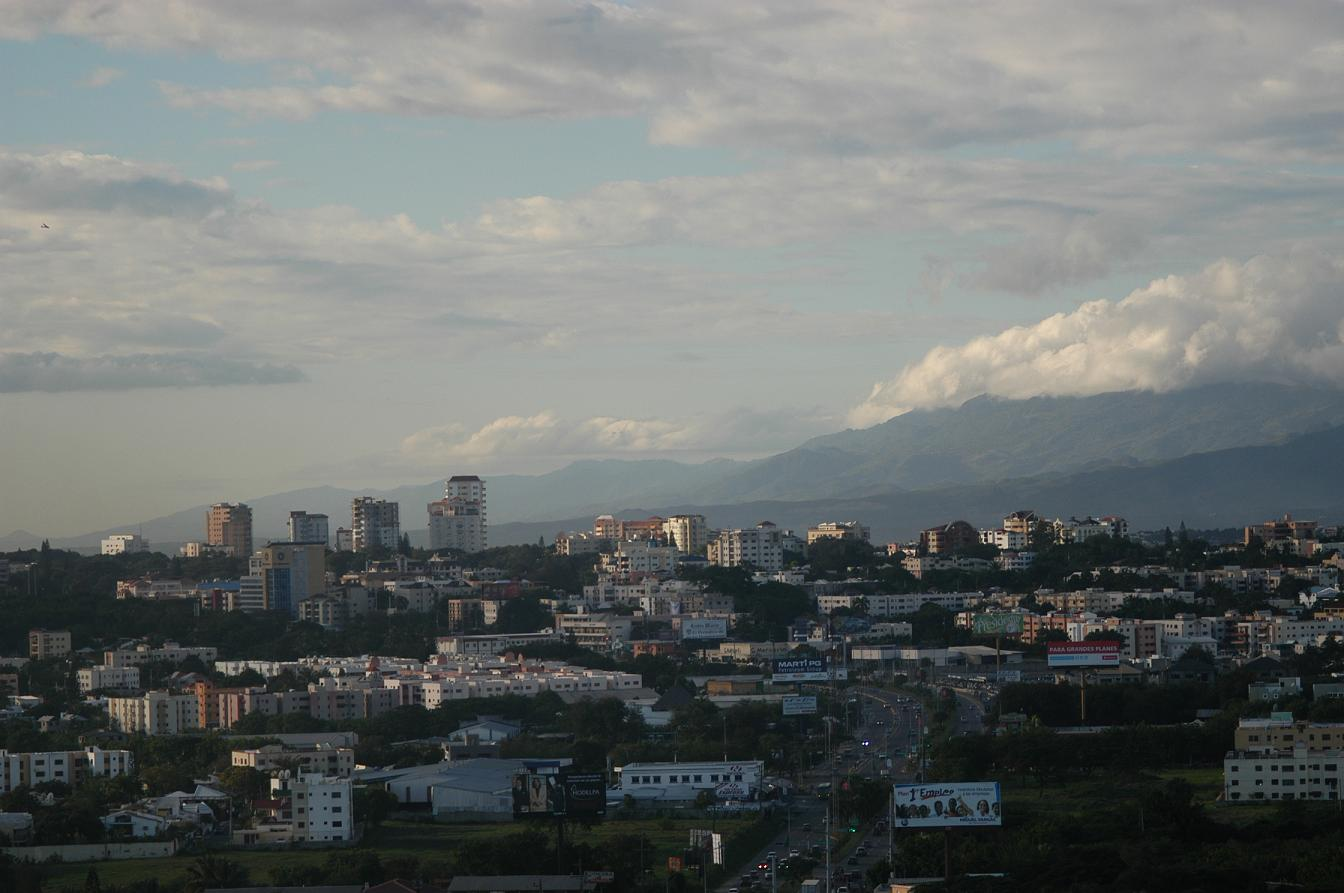
Santiago de los Caballeros.
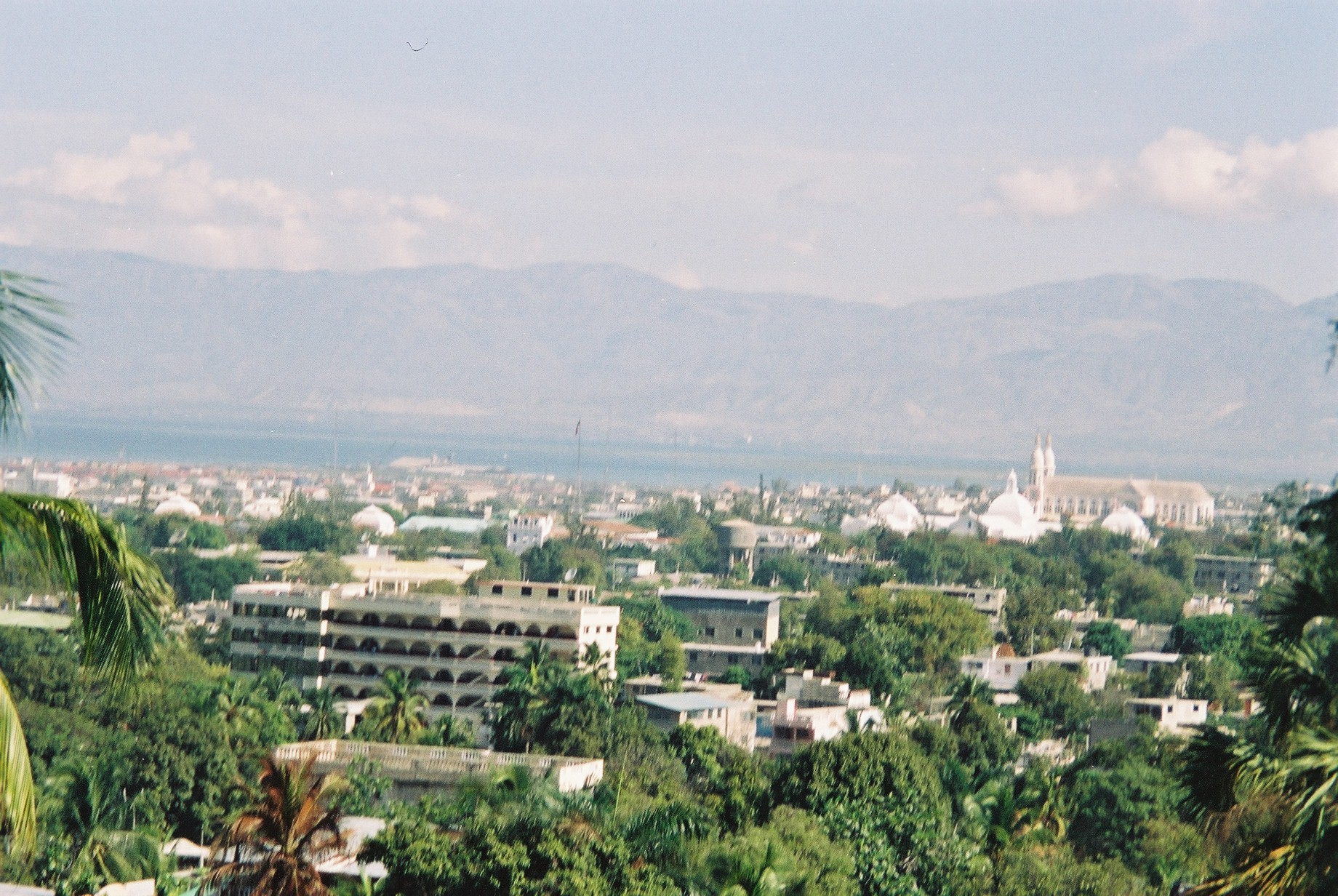
Port-au-Prince, vu de l'Ouest.
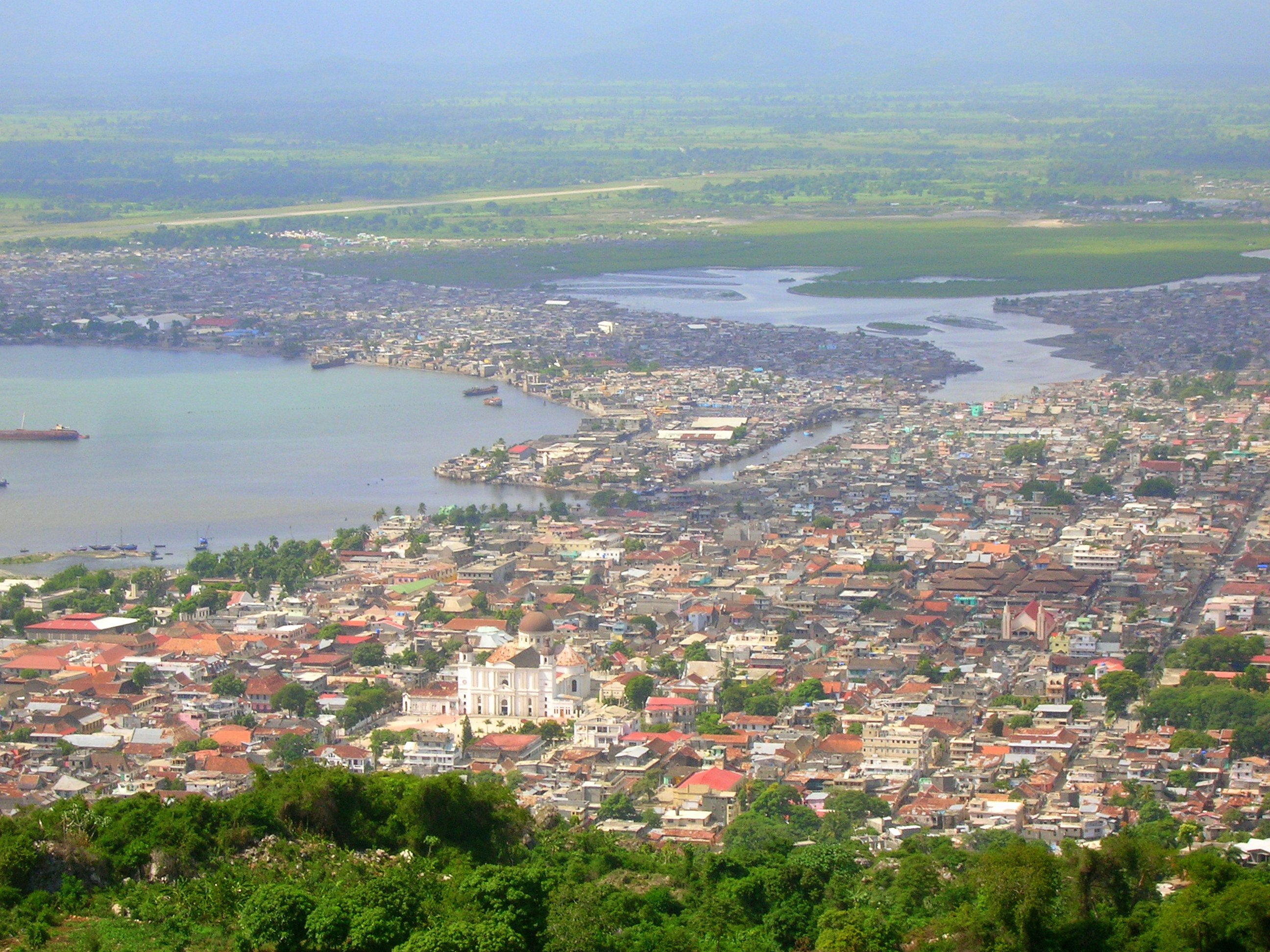
Cap Haitien au Nord.